# Adam Krzyżak
Adam Antoni Krzyżak (ur. 15 sierpnia 1954 w Wodzisławiu Śląskim) – polski prawnik, adwokat i samorządowiec, w latach 1995–1997 i 2002–2006 prezydent Wodzisławia Śląskiego, przewodniczący Rady Powiatu Wodzisławskiego VI kadencji.

## Życiorys
Z wykształcenia prawnik, z zawodu adwokat. Praktykuje w rodzinnym mieście w ramach prywatnej kancelarii adwokackiej.
Od lat 90. związany z samorządem lokalnym. Od 1995 do 1997 był prezydentem Wodzisławia Śląskiego. W kolejnej kadencji pełnił funkcję radnego miejskiego. W wyniku pierwszych bezpośrednich wyborów samorządowych w 2002 jako kandydat lokalnego komitetu wyborczego Wodzisławianie Dla Miasta powrócił na urząd prezydenta, pokonując ubiegającego się o reelekcję Ireneusza Serwotkę. W 2006 przegrał kolejne wybory z Mieczysławem Kiecą, nie uzyskał wówczas także mandatu radnego. W 2010 został wybrany na radnego powiatu wodzisławskiego, mandat utrzymywał również w 2014 i 2018. W listopadzie 2018 został wybrany na przewodniczącego rady powiatu. W  wyborach w 2024 nie uzyskał reelekcji.

## Odznaczenia
W 2013 otrzymał Brązową Odznakę „Zasłużony dla Ochrony Przeciwpożarowej”.